# Schneider Ridge
Schneider Ridge är en bergstopp i Antarktis. Den ligger i Östantarktis. Australien gör anspråk på området. Toppen på Schneider Ridge är 1 923 meter över havet.
Terrängen runt Schneider Ridge är lite kuperad. Trakten är obefolkad. Det finns inga samhällen i närheten.